# Una giornata particolare (programma televisivo)
Una giornata particolare è un programma televisivo di approfondimento, in onda su LA7 dal 14 settembre 2022 e condotto da Aldo Cazzullo, con Claudia Benassi e Raffaele Di Placido per la regia di Claudio Pisano.

## Il programma
Il programma narra vicende varie, focalizzandosi su giornate che si sono dimostrate cruciali per la storia d'Italia e degli italiani avendo cambiato il destino dei personaggi trattati o addirittura il corso della storia dell'umanità stessa. A partire dalla terza stagione le puntate hanno trattato anche di alcuni eventi riguardanti la storia di altre nazioni.
Il nome del programma trae origine dal film di Una giornata particolare di Ettore Scola, film citato dal programma stesso nella prima puntata della terza stagione.
Dal programma è stato tratto anche un libro.

## Edizioni
| Edizione | Anno      | Conduzione    | Periodo           | Periodo          | Puntate | Telespettatori | Share | Studio |
| Edizione | Anno      | Conduzione    | Inizio            | Fine             | Puntate | Telespettatori | Share | Studio |
| -------- | --------- | ------------- | ----------------- | ---------------- | ------- | -------------- | ----- | ------ |
| 1ª       | 2022      | Aldo Cazzullo | 14 settembre 2022 | 19 ottobre 2022  | 6       | 728 000        | 4,12% | Roma   |
| 2ª       | 2023      | Aldo Cazzullo | 11 ottobre 2023   | 29 novembre 2023 | 8       | 996 000        | 5,91% | Roma   |
| 3ª       | 2024-2025 | Aldo Cazzullo | 9 ottobre 2024    | 8 gennaio 2025   | 10      | 1 111 000      | 6,63% | Roma   |

### Prima stagione
| nº | Data              | Evento narrato                             | Giornata narrata | Telespettatori | Share | Fonti  |
| -- | ----------------- | ------------------------------------------ | ---------------- | -------------- | ----- | ------ |
| 1  | 14 settembre 2022 | Marcia su Roma                             | 28 ottobre 1922  | 723 000        | 4,4%  | [ 5 ]  |
| 2  | 21 settembre 2022 | Omicidio di Giulio Cesare                  | 15 marzo 44 a.C. | 696 000        | 4,1%  | [ 6 ]  |
| 3  | 28 settembre 2022 | Approvazione della Regola di san Francesco | 16 aprile 1209   | 780 000        | 4,3%  | [ 7 ]  |
| 4  | 5 ottobre 2022    | Violenza su Artemisia Gentileschi          | 9 maggio 1611    | 671 000        | 3,6%  | [ 8 ]  |
| 5  | 12 ottobre 2022   | Fuga di Napoleone dall'Isola d'Elba        | 26 febbraio 1815 | 705 000        | 4,0%  | [ 9 ]  |
| 6  | 19 ottobre 2022   | Abiura di Galileo Galilei                  | 22 giugno 1633   | 795 000        | 4,3%  | [ 10 ] |

### Seconda stagione
| nº | Data             | Evento narrato                                            | Giornata narrata | Telespettatori | Share | Fonti  |
| -- | ---------------- | --------------------------------------------------------- | ---------------- | -------------- | ----- | ------ |
| 1  | 11 ottobre 2023  | Morte di Benito Mussolini                                 | 28 aprile 1945   | 1 239 000      | 7,2%  | [ 11 ] |
| 2  | 18 ottobre 2023  | Scoperta dell'America di Cristoforo Colombo               | 12 ottobre 1492  | 891 000        | 5,3%  | [ 12 ] |
| 3  | 25 ottobre 2023  | Battaglia di Caporetto                                    | 24 ottobre 1917  | 993 000        | 5,9%  | [ 13 ] |
| 4  | 1º novembre 2023 | Inizio del viaggio dantesco                               | 25 marzo 1300    | 907 000        | 5,5%  | [ 14 ] |
| 5  | 8 novembre 2023  | Battaglia di Ponte Milvio                                 | 28 ottobre 312   | 787 000        | 4,8%  | [ 15 ] |
| 6  | 15 novembre 2023 | Sbarco a Marsala                                          | 11 maggio 1860   | 979 000        | 5,7%  | [ 16 ] |
| 7  | 22 novembre 2023 | Congiura dei Pazzi                                        | 26 aprile 1478   | 1 215 000      | 6,9%  | [ 17 ] |
| 8  | 29 novembre 2023 | Attentato di via Rasella ed Eccidio delle Fosse Ardeatine | 23-24 marzo 1944 | 959 000        | 6,0%  | [ 18 ] |

### Terza stagione
| nº | Data             | Evento narrato                            | Giornata narrata   | Telespettatori | Share | Fonti  |
| -- | ---------------- | ----------------------------------------- | ------------------ | -------------- | ----- | ------ |
| 1  | 9 ottobre 2024   | Viaggio di Adolf Hitler in Italia         | 3-6 maggio 1938    | 1 199 000      | 7,3%  | [ 19 ] |
| 2  | 16 ottobre 2024  | Cinque giornate di Milano                 | 18-22 marzo 1848   | 1 046 000      | 6,4%  | [ 20 ] |
| 3  | 23 ottobre 2024  | Notte di san Bartolomeo                   | 23-24 agosto 1572  | 1 217 000      | 7,23% | [ 21 ] |
| 4  | 30 ottobre 2024  | Omicidio di Pier Paolo Pasolini           | 2 novembre 1975    | 983 000        | 6,1%  | [ 22 ] |
| 5  | 6 novembre 2024  | Sbarco in Normandia e liberazione di Roma | 4-6 giugno 1944    | 890 000        | 5,4%  | [ 23 ] |
| 6  | 13 novembre 2024 | Morte di Caravaggio                       | 18 luglio 1610     | 1 079 000      | 6,37% | [ 24 ] |
| 7  | 20 novembre 2024 | Distruzione di Pompei ed Ercolano         | 24 ottobre 79 d.C. | 1 320 000      | 7,62% | [ 25 ] |
| 8  | 27 novembre 2024 | Caduta di Costantinopoli                  | 29 maggio 1453     | 1 084 000      | 6,2%  | [ 26 ] |
| 9  | 4 dicembre 2024  | Nascita della Repubblica Italiana         | 2-3 giugno 1946    | 1 183 000      | 7,1%  | [ 27 ] |
| 10 | 8 gennaio 2025   | Italia, la grande bellezza                | -                  | 1 176 000      | 6,32% | [ 28 ] |

#### Puntate speciali
| nº | Data            | Titolo                 | Telespettatori | Share | Fonti  |
| -- | --------------- | ---------------------- | -------------- | ----- | ------ |
| 1  | 24 aprile 2024  | Mussolini il capobanda | 1 107 000      | 5,8%  | [ 29 ] |
| 2  | 15 gennaio 2025 | Le grandi battaglie    | 845 000        | 4,91% | [ 30 ] |
| 3  | 22 gennaio 2025 | Le grandi donne        | 749 000        | 4,36% | [ 31 ] |

## Programmazione
| Edizione | Rete televisiva | Anno      | Stagione | Programmazione | Programmazione | Programmazione | Programmazione | Programmazione | Programmazione | Programmazione | Collocazione |
| Edizione | Rete televisiva | Anno      | Stagione | L              | M              | M              | G              | V              | S              | D              | Collocazione |
| -------- | --------------- | --------- | -------- | -------------- | -------------- | -------------- | -------------- | -------------- | -------------- | -------------- | ------------ |
| 1ª       | LA7             | 2022      | autunno  |                |                |                |                |                |                |                | Prima serata |
| 2ª       | LA7             | 2023      | autunno  |                |                |                |                |                |                |                | Prima serata |
| 3ª       | LA7             | 2024-2025 | autunno  |                |                |                |                |                |                |                | Prima serata |

## Spin-off

### Aldo Cazzullo - Il grande romanzo della Bibbia
| nº | Data           | Titolo                                           | Telespettatori | Share | Fonti  |
| -- | -------------- | ------------------------------------------------ | -------------- | ----- | ------ |
| 1  | 26 marzo 2025  | Il grande romanzo della Bibbia (prima puntata)   | 1 281 000      | 7,3%  | [ 32 ] |
| 2  | 2 aprile 2025  | Il grande romanzo della Bibbia (seconda puntata) | 1 143 000      | 6,1%  | [ 33 ] |
| 3  | 9 aprile 2025  | Il grande romanzo della Bibbia (terza puntata)   | 1 255 000      | 7%    | [ 34 ] |
| 4  | 16 aprile 2025 | Il grande romanzo della Bibbia (quarta puntata)  | 1.070.000      | 6,4%  | [ 35 ] |